# 2分の1成人式
2分の1成人式（にぶんのいちせいじんしき）は、成人の2分の1の年齢である10歳（プレティーン）を迎えたことを記念して行われる行事・儀式。学校や地域で行われ、近年では写真館での記念撮影も盛んになってきている。
学校で行われる場合には、小学校中学年の4年生を参加者として、子供から親への感謝の手紙の発表、校長や保護者代表による祝いの言葉、「2分の1成人証書」の授与、合唱等が行われる。開催時期は多くの場合1-2月、3学期。
二分の一成人式、1/2成人式とも表記する。十歳式、ハーフ成人式、半成人式とも呼ばれる。

## 歴史
考案者は兵庫県西宮市の教員、佐藤修一とされる。1980年ころに4年生の担任をした際、高学年への門出に「背筋を伸ばして参加するようなイベントを」と考案したという。1980年前後の取り組みでは「節目のお祝い」として行われていたという。西宮コミュニティ協会発行のフリーペーパー『宮っ子』では、1983年4月号にて西宮市立用海小学校で同年1月14日に開催された2分の1成人式が報じられている。
「1/2成人式」という単語自体は1980年以前から使用例がある。1974年発行の教員向け雑誌で、小学校で1月に行う会の例として満10歳になった子供を対象とする会を紹介した記事において「1/2成人式」という語が使われている。
2002年度から2004年度に、一部の小学校4年用の国語教科書で取り上げられた。
学習指導要領で定められたものではないが各学校の判断で実施され、小学校の行事として定着しつつある。東京都では2006年時点で、公立小学校約1,300校の半数以上で行われていた。愛知県では2007年度、公立小学校984校中120校で行われていた。浜松市では2015年度に市内の小学校100校すべてで行われた。

## 意義
「感動」「親への感謝」「将来の夢」などがテーマとされる。愛知県の「親と子の2分の1成人式」研究会は、2分の1成人式には「子の育ち」「親の学び」「地域の参画」の3つの意義があるとし、後者2点にも重点を置く取り組みを呼びかけた。

## 当事者の反応
2分の1成人式は保護者に好評であり、ベネッセによる2012年の自社サイト利用者を対象とした調査では、2分の1成人式をしたことがある子を持つ保護者の約9割が満足したと回答した。
2分の1成人式を廃止した学校では、保護者から苦情が寄せられたものの子供からの文句はなく、インタビューに応じた教諭は「子供にとっては『面倒くさい行事がなくなった』ぐらいのものだった。」と答えた。

## 批評
名古屋大学の社会学者内田良は強制性の問題があるほか、児童虐待を含む複雑な家庭事情を持つ子供たちへの配慮が必要だと指摘した。憲法学者木村草太は家庭の事情など子供の個人情報に関するプライバシー権の観点で問題があるとした。

## 関連作品
- はんぶんおとな - 2分の1成人式をモチーフとした楽曲。NHKの『みんなのうた』で放送された。